# Cantone di Morsang-sur-Orge
Il Cantone di Morsang-sur-Orge era una divisione amministrativa dell'arrondissement di Évry.
A seguito della riforma approvata con decreto del 24 febbraio 2014, che ha avuto attuazione dopo le elezioni dipartimentali del 2015, è stato soppresso.

## Composizione
Comprendeva i comuni di:
- Fleury-Mérogis
- Morsang-sur-Orge